# Sky Italia
Sky Italia, commercialmente conosciuta come Sky, è una piattaforma televisiva italiana a pagamento edita dall'omonima azienda. Nata il 31 luglio 2003 dalla fusione di Stream TV e TELE+ Digitale, fornisce i propri servizi e contenuti sulla televisione satellitare, fruibili attraverso un'antenna parabolica orientata al 13º grado est, un set-top box e una smart card abilitata alla visione dei contenuti.
Dal 17 aprile 2015 trasmette il proprio bouquet di canali anche tramite tecnologia IPTV, attraverso la rete in fibra ottica (ove presente) e VDSL2 italiana, sempre mediante un set-top box e una smart card abilitata. Da settembre 2021 l’offerta IPTV viene sostituita da quella via internet: viene fornito al cliente un set-top box, senza smart card, da collegare al proprio router, qualunque sia l’operatore di rete.
La piattaforma è disponibile anche a San Marino e nella Città del Vaticano.
Grazie ad accordi internazionali, Sky Italia offre sulla propria piattaforma, gratuitamente o mediante un piccolo contributo, i contenuti di Netflix, HBO (in esclusiva), Paramount+, DAZN e Discovery+.
Inoltre, se i clienti acquistano il piano Sky Cinema, ricevono 12 mesi gratuiti da utilizzare sulla piattaforma Discovery+ (intrattenimento con pubblicità); lo Sport non è incluso nel pacchetto.

## Storia
Nel dicembre 1998 News Corporation si mostra interessata all'acquisto della Stream, una delle due società leader della pay TV in Italia. Tuttavia, come dichiarato dall'allora AD dell'azienda Miro Allione, l'accordo preliminare non va in porto, a causa di alcuni problemi sull'acquisto dei diritti TV delle competizioni calcistiche. L'accordo viene quindi concluso nell'aprile 1999, con l'acquisto del 35% di Stream da parte di News Corporation. Successivamente, dopo aver acquisito la maggioranza del capitale azionario di Stream S.p.A., nel 2002 News Corporation acquisisce anche la rivale Telepiù, in precedenza sotto il controllo della francese Vivendi.
Nel marzo del 2003 la Commissione europea autorizza la fusione tra TELE+ Digitale e Stream TV, da cui nasce Sky Italia, che inaugura ufficialmente le proprie trasmissioni il 31 luglio.
Molti dei canali disponibili sulla nuova piattaforma sono stati ereditati dalle due precedenti. Tra questi vi sono: Discovery Channel, National Geographic, Marcopolo, Planet, Gambero Rosso Channel, Classica, Cartoon Network, Disney Channel, RaiSat Ragazzi, Fox Kids, Rai Movie, Studio Universal, DIVA Universal, Jimmy, Happy Channel, MT Channel, Duel TV, MTV, Match Music, Deejay TV, Rock TV, Rai News 24, Class CNBC, BBC News, Sky News, Bloomberg Television, CNBC Europe, CNN, Euronews, Rai Sport, Eurosport 1, Eurosport News, ESPN Classic, Milan TV, Inter TV e Roma TV.
Tra i nuovi canali che debuttano sulla piattaforma, invece, vi sono: Fox, Rai Premium, Rai Extra, History, Adventure One, Discovery Science, Discovery Travel & Living, Discovery Civilisation, Boomerang, 6 canali Sky Cinema (Sky Cinema 1, Sky Cinema 2, Sky Cinema 3, Sky Cinema 16:9, Sky Cinema Max e Sky Cinema Autore), 4 canali Sky Sport (Sky Sport 1, Sky Sport 2, Sky Sport 3, Sky Sport 16:9), Sky Assist, Sky TG24, MTV Hits, MTV Brand New e MLN.
Il 27 aprile 2004, Sky annuncia l'abbandono del sistema di codifica SECA per passare all'NDS (gestito da News Corporation) entro la fine dell'anno, interrompendo la produzione di abbonamenti con il vecchio sistema di codifica a partire dal 14 giugno. Il 20 dicembre seguente, però, annuncia che il termine delle trasmissioni nella codifica SECA 2, stabilito per il 31 dicembre, non può essere rispettato, quindi la dismissione viene rimandata. Sempre nel 2004 si aggiungono altri canali al bouquet della piattaforma: Fox Life, Sky Meteo 24, Sky Cinema Classic,  Nickelodeon, il canale opzionale Caccia e Pesca per cui è necessaria una sottoscrizione separata, E!, Paramount Comedy e Toon Disney (quest'ultimo prima era un contenitore integrato all'interno di Disney Channel). Il 24 novembre il numero di abbonati raggiunge i 3 milioni.
Nel 2005 Fox Kids diventa Jetix, arrivano: Eurosport 2, Animal Planet, GXT e Playhouse Disney (quest'ultimo prima era un contenitore integrato all'interno di Disney Channel), Sky Vivo, Real Time, AXN, Fox Crime e il servizio interattivo Sky Play It (che nel 2010 diventerà Sky Play).
Il 1º gennaio 2006 Cult Network Italia diventa Cult; inoltre, a causa di un mancato rinnovo contrattuale tra Sky e Mediaset, chiudono definitivamente: Happy Channel, MT Channel, Duel TV e Italia Teen Television. Nello stesso anno, Sky supera i 4 milioni di abbonati e lancia i primi canali in alta definizione (National Geographic Channel HD, Next:HD, Sky Cinema HD e Sky Sport HD). Il 1º novembre RaiSat Ragazzi viene diviso in Rai YoYo e RaiSat Smash Girls; inoltre, nella stessa data, nasce Juventus TV. Il 1°ottobre 2006 nasce Jim Jam. Infine, il 12 dicembre, viene lanciato il canale Sky Show. Il canale Planet passa dalla posizione 430 ai canali 800. 
Il 30 settembre 2006 Sky Cinema Autore diventa Sky Cinema Mania dedicato alla produzione indipendente.
Il 1º maggio 2007 Paramount Comedy e Adventure One diventano rispettivamente Comedy Central e Nat Geo People. Il 24 agosto nasce Sky Sport Calcio. IL 1°luglio 2007 nascono le versioni timeshift +1 di Fox, Fox Crime e Fox Life.  Il 1º ottobre nascono anche altri due canali musicali, MTV Classic e MTV Pulse, seguiti il 14 da altri due canali National Geographic (National Geographic Wild e Nat Geo Music).
Nel 2008 acquista i diritti per la trasmissione di quattro edizioni dei giochi olimpici dal 2010 al 2016, ma nel 2013 decide di cedere alla Rai quelli per l'edizione del 2016. Il 1º marzo 2008 Sky Cinema 16:9 diventa Sky Cinema Hits. Il 15 maggio dello stesso anno nasce Sky Radio, mosaico interattivo comprendente emittenti radiofoniche. Il 1º giugno Studio Universal termina le proprie trasmissioni sulla piattaforma, rimpiazzato da MGM Channel. Il 25 luglio Eurosport 1 inizia a trasmettere anche in HD. L'11 agosto Discovery World termina le proprie trasmissioni. Poche settimane dopo, il 30 agosto, debutta Sky Sport 24, prima all-news sportiva in Italia. il 20 dicembre 2008 nasce Disney in English, canale che trasmette solo in inglese. Tra ottobre e novembre 2008 nascono Dea Kids e  Dea Kids +1 e la versione timeshift +1 di Boomerang. Il 20 dicembre vengono riorganizzati i canali Sky Cinema: Sky Cinema 2 e Sky Cinema 3 diventano rispettivamente Sky Cinema +1 e Sky Cinema +24 e nascono Sky Cinema Family, Sky Cinema HD +24 e Sky Cinema Max +1. Lo stesso giorno nasce Toon Disney +1, canale timeshift di Toon Disney.
Dal 1º aprile 2009 Sky Vivo diventa Sky Uno, cui fa seguito il 21 dello stesso mese la versione timeshift +1 in sostituzione Sky Show. Il 30 giugno Next:HD termina le proprie trasmissioni mentre, dal giorno seguente, Fox e Fox Crime trasmettono anche in alta definizione. Il 20 luglio avviene un'ulteriore riorganizzazione dei canali Cinema: Sky Cinema HD +24 termina le proprie trasmissioni e arrivano le versioni HD di Sky Cinema Uno (in sostituzione di Sky Cinema HD), Sky Cinema Hits e Sky Cinema Max. Sempre nella stessa data iniziano le trasmissioni in HD di Discovery Channel. Il 1º agosto, nasce Sky Cinema Italia; a causa del mancato rinnovo del contratto tra Sky e RaiSat, i canali di quest'ultima escono definitivamente dalla piattaforma a eccezione di RaiSat Smash Girls, che termina le proprie trasmissioni e RaiSat Gambero Rosso, rimasto su Sky come Gambero Rosso Channel. Oltre a quest'ultimo, a prendere il posto di tali canali arrivano Fox Retro, Lady Channel, Nick Jr. e BabyTV. Il 31 luglio nasce Playhouse Disney+, canale che timeshift 20 min dopo l'originale, cioè il tempo di una cartone animato, e Nickelodeon +1. Il 28 settembre, Jetix diventa Disney XD. Pochi giorni più tardi, il 1º ottobre, Caccia e Pesca si sdoppia in due canali: Caccia al canale 235 e Pesca al canale 236, entrambi con programmazioni distinte.  Il 16 dicembre nasce il canale gratuito Cielo, mentre il 18 viene lanciato il servizio interattivo Sky On Demand.
Nel 2010 arriva La3 su Sky. Il 28 giugno 2010 la piattaforma rinnova la propria immagine grafica, estendendo il processo a tutti i canali editi dalla stessa e adottando un logo identico a quello della controparte inglese; a luglio l'UE autorizza Sky a gareggiare per l'assegnazione delle frequenze del digitale terrestre a patto che trasmetta solo canali in chiaro. Il 1º luglio nasce Man-ga, canale dedicato agli anime mentre a fine mese il numero dei canali in alta definizione aumenta: debuttano le versioni in HD di Sky Cinema Max +1, Sky Cinema Mania, Sky Cinema Italia e Sky Cinema Classics. Inoltre, viene introdotto il servizio interattivo Sky Cinema Active (poi diventato Mosaico Cinema). L'8 novembre 2010 nascono le versioni timeshift +2 di Fox, Fox Crime e Fox Life. Sempre nel 2010 inizia, seppur in maniera sperimentale, a trasmettere in 3D: il 3 ottobre parte Sky Sport 3D, mentre il 25 dicembre è la volta di Sky Cinema 3D.
Nel gennaio 2011 il film Avatar raggiunge il record di visione per una pellicola trasmessa da un canale di televisione a pagamento italiana, toccando un'audience di 1,3 milioni di spettatori; a ottobre Sky raggiunge i 5 milioni di abbonati. Il 10 gennaio 2011 MTV Pulse ed MTV Brand New vengono sostituiti dalle versioni britanniche MTV Dance ed MTV Rocks ed MTV Gold diventa MTV Classic. Il 1° febbraio 2011 chiude Eurosport News. Ad agosto chiude Sky Play mentre il 6 settembre nasce Sky 3D, primo canale lineare in Italia a trasmettere nella suddetta tecnologia di visione. Dal 24 dello stesso mese Sky Sport 24 inizia a trasmettere in HD, seguito il 20 ottobre da Sky Uno in occasione del debutto della quinta edizione di X Factor (la prima trasmessa su Sky). Il 1ºmarzo 2011 Sky Cinema Italia diventa Sky Cinema Comedy e Sky Cinema Mania diventa Sky Cinema Passion. Il 14 maggio 2011 Playhouse disney  e Playhouse disney+ diventano rispettivamente Disney Junior e Disney Junior+1. Il 4 luglio 2011 avviene una riorganizzazione dei canali del pacchetto bambini: Dea Kids +1 viene trasferito al canale 602; nasce la versione timeshift +1 di Nick Jr, e con la versione standard sono rispettivamente alle posizioni 603 e 604, nasce Jim Jam +1 che con il canale a versione standard vengono trasferiti rispettivamente al canale 619 e 620. I canali dal 605 al 614 vengono spostati di una posizione. Il 1°ottobre 2011 chiude Toon Disney e il relativo timeshift +1 e vengono sostituiti dalle versioni timeshift +2 di Disney Channel e Disney XD.
Il 1º febbraio 2012 si amplia ulteriormente l'offerta in HD con l'arrivo di 13 canali (Fox Life HD, Real Time HD, Eurosport 2 HD, Extreme Sports Channel HD, ESPN America HD, Discovery Science HD, Discovery Travel & Living HD, History HD, National Geographic Wild HD, Nat Geo People HD, Gambero Rosso Channel HD, Disney Channel HD e MTV Live HD), per un totale di 52. Il 1º luglio Sky Selection on Demand diventa Sky On Demand. Sempre nel 2012 vengono acquisiti i diritti per trasmettere in diretta le stagioni di Formula 1 per l'anno successivo, poi rinnovati fino al 2022. A questo proposito, il 18 febbraio 2013 debutta Sky Sport F1, dedicato alla Formula 1, Formula 2 e Formula 3. Il 30 marzo 2013 nasce Sky Cinema Family HD (visibile soltanto ai clienti con la visione HD). Il 1°settembre 2012 Cult diventa Sky Cinema Cult. Il 16 ottobre 2013 nasce Sky Uno +2  Il 1º novembre nasce Sky Arte HD. Nello stesso mese il numero di abbonati cala a 4,86 milioni, mentre gli utili scendono a 23 milioni di dollari; in questo caso pesa soprattutto la forte spesa per i diritti dei giochi olimpici (circa 70 milioni di dollari). Il 31 dicembre 2013 Music Box chiude su sky e si trasferisce sul digitale terrestre e chiude Match Music.
Nel 2014 sbarca su Sky Sport il Motomondiale i cui diritti per le trasmissioni vengono prolungati fino al 2021. A questo proposito, il 10 marzo dello stesso anno debutta il canale dedicato Sky Sport MotoGP. Sempre nel 2014 vengono acquisiti i diritti della UEFA Europa League in esclusiva assoluta per le stagioni 2015-2016, 2016-2017 e 2017-2018, ma perde i diritti del triennio 2015-2018 della UEFA Champions League, i quali vengono riacquistati il 14 giugno 2017 per il triennio 2018-2021 (Sky per questo rende disponibili per il pacchetto Sky Sport i canali Roma Channel e Juventus Tv) inoltre vengono rinnovati per il triennio 2018-2021 quelli per l'Europa League.Il 1°marzo 2014 National Geo Adventure diventa National Geo People.  Il 23 marzo 2014 chiude Sky Uno +2.  Il 25 luglio 2014, 21st Century Fox vende il 100% di Sky Italia alla sua controllata britannica BSkyB (poi Sky Group) per circa 3 miliardi di euro. Il 9 aprile 2014 sbarcano sulla piattaforma tre canali in chiaro di Discovery Italia, ossia DMAX, Focus e Giallo; oltre a questi fa il suo ingresso anche LaF, emittente del gruppo Feltrinelli. Sempre nella stessa data, iniziano le trasmissioni di Sky Atlantic. Il 1°ottobre 2014 chiude MTV Live. Il 1º novembre partono le trasmissioni di Fox Animation e Fox Comedy, che prendono il posto delle versioni +2 di Fox e Fox Life già chiuse il 26 ottobre; inoltre, dal 7 DMAX trasmette anche in HD. Il 1º dicembre DeA Sapere HD diventa Explora HD, mentre il 31 chiudono Fox Retro e GXT.
Il 31 gennaio 2015 chiude Extreme Sports in Italia. Il 1°febbraio 2015 Deejay chiude, ma permane il canale My deejay sul 700. Il 13 marzo 2015 lasciano sky e diventano disponibili solo sul digitale terrestre i canali Alice, Marcopolo, Leonardo e Nuvolari. Il 30 giugno 2015 chiude DIVA Universal, Horror Channel  Il 1° Agosto 2015 i canali MTV Classic ed MTV Dance vengono chiusi e MTV Hits Italia viene sostituita dalla controparte inglese. MTV Music inizia a fare parte del pacchetto Sky Famiglia. Il 7 settembre 2015, per decisione di Mediaset, Rete 4, Canale 5 e Italia 1 abbandonano la piattaforma. Nel corso del mese saranno sostituiti nelle rispettive posizioni da Rai 4, una copia di Sky Uno e Sky Sport Mix HD. Lo stesso anno viene lanciata la versione italiana di TeenNick (prodotto da Nickelodeon). 
Al 30 giugno 2016 gli abbonati erano oltre quattro milioni e nell'anno fiscale 2015-2016 Sky ha raggiunto ricavi per €2,790 miliardi con un utile operativo di 67 milioni e ARPU a €42 per abbonato. Il 1°luglio 2016 MTV Music lascia il digitale terrestre ed è visibile solo su Sky. Dal 5 al 23 agosto 2016, in occasione dei Giochi olimpici di Rio de Janeiro, Rai 2, Rai Sport e Rai Sport 2 vengono resi disponibili in HD, sostituendo temporaneamente le rispettive versioni in definizione standard. Il 1° Ottobre 2016 chiude M2O e 31 dicembre dello stesso anno vengono chiusi i canali HIP HOP TV e Rock TV.
Nel terzo trimestre dell'anno fiscale 2016-2017, Sky Italia ha visto l'utile operativo crescere del 237% a 106 milioni di euro, registrando una crescita dei ricavi del 7% a 2,145 miliardi di euro. Negli ultimi 6 mesi del 2016, Sky Italia ha aumentato del 14% la raccolta pubblicitaria rispetto all'anno precedente.
Il 1º marzo 2017, a causa di un mancato rinnovo contrattuale tra Sky e Sony Pictures Entertainment Italia, terminano le proprie trasmissioni AXN, e AXN Sci-Fi, lo stesso giorno La3 non è più visibile su Sky. Il 31 Luglio 2017 avviene una riorganizzazione dei canali musica, MTV Music si sposta dal numero 708 al numero 704, alla posizione 706 viene posto MTV Hits, e infine alla posizione 708 MTV Rocks.
Il 14 gennaio 2018 torna Deejay disponibile su Sky, sostituendo My deejay. Il 16 gennaio 2018 Sky 3D termina le proprie trasmissioni; da questa data, i contenuti in 3D sono disponibili esclusivamente su Sky On Demand. Il 30 marzo viene reso noto l'accordo tra Sky e Mediaset Premium, attraverso il quale i nove canali di cinema e serie tv Premium sarebbero stati visibili anche agli abbonati via satellite senza costi aggiuntivi, mentre Sky avrebbe ceduto buona parte delle sue esclusive sportive alla piattaforma del digitale terrestre. Il 9 aprile Sky annuncia che gli abbonati Sky Cinema con l'opzione Sky HD, a partire da maggio 2018, avrebbero disposto della visione di cinque canali Cinema di Mediaset Premium (Premium Cinema HD, Premium Cinema +24 HD, Premium Cinema Energy HD, Premium Cinema Emotion HD e Premium Cinema Comedy HD). Il 9 aprile 2018 vengono chiusi le versioni timeshift +2 di Disney Channel e Disney XD. Il 19 aprile Sky Uno e Sky Sport sbarcano anche sul digitale terrestre tramite Mediaset Premium, seppur con una programmazione diversa rispetto alle versioni satellitari. Il 27 dello stesso mese i canali Premium Cinema approdano sul satellite. Il 4 giugno i canali Serie approdano sulla piattaforma: Premium Crime nel pacchetto Sky TV, mentre Premium Action, Premium Joi e Premium Stories nel pacchetto Sky Famiglia. Il primo Luglio 2018 chiude Juventus TV. Il 2 luglio i canali Sky rinnovano loghi e immagine grafica uniformandosi a quelli britannici. Sempre nella stessa data, avviene una riorganizzazione dei canali Sky Sport: Sky Sport 1 diventa Sky Sport Uno, pur mantenendo la stessa programmazione, Sky Sport 2 diventa Sky Sport Arena (dedicato agli altri sport), Sky Sport 3 diventa Sky Sport Football (calcio e relative competizioni), Sky Supercalcio diventa Sky Sport Serie A (interamente dedicato alla Serie A italiana), Sky Sport Golf (poi Sky Sport Collection) e Sky Sport NBA; Sky Sport F1 e Sky Sport MotoGP rimangono immutati. Il 18 agosto, in occasione dell'inizio del campionato di Serie A, iniziano le trasmissioni in 4K HDR. Dal 5 settembre, grazie ad un accordo commerciale con Mediaset, Canale 5 torna disponibile sulla numerazione 105, mentre otto giorni dopo, a causa di un mancato rinnovo del contratto triennale, Rai 4 abbandona la pay tv e resta disponibile solo sul digitale terrestre e Tivùsat, sostituito temporaneamente da un duplicato di Sky Uno nella posizione 104.
Dal 2 gennaio 2019, Rete 4 e Italia 1 tornano disponibili sulla piattaforma rispettivamente alle posizioni 104 e 106, e inoltre vengono inseriti anche gli altri canali gratuiti editi da Mediaset (20, Mediaset Extra, La5, Italia 2, Top Crime, Iris e Focus); alcuni canali, inoltre, cambiano numerazione. Il 1º febbraio, a causa di un mancato rinnovo contrattuale, Discovery Travel & Living e Animal Planet terminano le proprie trasmissioni; inoltre, sempre in tale data, Nat Geo Wild diventa National Geographic Wild. L'8 marzo avviene una riorganizzazione dei canali Sky Cinema: permangono Sky Cinema Uno e la relativa versione timeshift +24, insieme a Sky Cinema Family e Sky Cinema Comedy; Sky Cinema Cult diventa Sky Cinema Due (con relativo timeshift +24), Sky Cinema Hits diventa Sky Cinema Collection, Sky Cinema Max diventa Sky Cinema Action e Sky Cinema Passion diventa Sky Cinema Romance, a cui si aggiungono Sky Cinema Suspense e Sky Cinema Drama; Sky Cinema Classics e i timeshift +1 di Sky Cinema Uno, Sky Cinema Family (solo in HD) e Sky Cinema Max chiudono definitivamente. Il 1º aprile, i canali Giallo e Motor Trend iniziano a trasmettere esclusivamente in HD, seguiti nello stesso giorno da Food Network HD al canale 416. Il 13 giugno chiude Sky Radio. Il 1º luglio Premium Joi chiude definitivamente. Sempre dalla stessa data, Deejay TV e Sportitalia non sono più visibili sulla piattaforma. Il 16 settembre chiudono due canali tematici di Sky TG24, ovvero Eventi e Rassegne, insieme al servizio interattivo Active di Sky TG24, rimpiazzato dalla relativa app per i decoder Sky Q e My Sky HD che dispongono di una connessione Internet. Il 20 settembre, in seguito a un accordo con DAZN Group, partono le trasmissioni del canale lineare Zona DAZN. Il 1º ottobre, in seguito a un mancato rinnovo contrattuale, chiudono Fox Animation, Fox Comedy, Fox Crime +2, Nat Geo People (editi da Fox Networks Group Italy), Disney XD e Disney in English (editi da Walt Disney Television Italia). Il 30 dello stesso mese Sky rinnova l'accordo con WarnerMedia fino al 2025.
Dal 1º gennaio 2020 Sky Uno, Sky Arte, Sky TG24 e Sky Sport 24 vengono resi visibili anche su TIMvision. Dal 20 gennaio Cine34 viene inserito alla numerazione 327. Il 2 febbraio sbarcano i canali di Paramount Network, Spike e VH1, rispettivamente alle posizioni 158, 169 e 715. Il 1º maggio terminano le trasmissioni dei canali Disney Channel, Disney Junior e Bike Channel; stessa sorte tocca 24 ore più tardi a TeenNick (edito da Viacom Italia), MTV Hits e MTV Rocks (editi da Viacom Networks International). Il 27 dello stesso mese World Fashion Channel viene eliminato dalla piattaforma. Il 1º luglio chiudono definitivamente Fox Life, Man-ga, Lei, Lei +1 e Dove TV. Contestualmente, avviene anche una riorganizzazione dei canali Premium Cinema: Premium Cinema e Premium Cinema Energy confluiscono in Premium Cinema 1; Premium Cinema +24 HD diventa Premium Cinema 1 +24 HD mentre Premium Cinema Emotion e Premium Cinema Comedy diventano, rispettivamente, Premium Cinema 2 e Premium Cinema 3. L'8 Luglio 2020 il canale MTV Music si trasferisce dal pacchetto Sky Famiglia al pacchetto Sky TV al canale 131.  Dal 29 luglio Paramount Network è disponibile solo in HD, in sostituzione della versione SD. Il 1º agosto chiude Sky Music e un mese dopo, il 1º settembre, anche il canale Mosaico Bambini; dalla stessa data SuperTennis non è più disponibile sulla piattaforma. Dal 9 settembre le versioni in definizione standard di tutti i canali non editi da Sky contenuti nei pacchetti Sky TV e Famiglia cessano le trasmissioni, rimanendo visibili esclusivamente in HD. Il 1º dicembre anche Nove cessa di trasmettere in definizione standard sulla piattaforma, mentre terminano le proprie trasmissioni i timeshift +1 di Real Time e DMAX e il canale GINX Esports TV. Dal 3 dicembre TV2000 è disponibile solo in HD. Il 23 del medesimo mese Class TV Moda termina le proprie trasmissioni sulla piattaforma mentre Horse TV torna a essere visibile in chiaro su Hot Bird. Il 30 dicembre Class TV Moda torna visibile in chiaro su Hot Bird.
Il 12 gennaio 2021 arriva sulla piattaforma il canale HGTV, esclusivamente in HD al canale 417. Il 15 gennaio Sky Uno, Sky Atlantic, Sky Arte, Sky Cinema e Sky Primafila rinnovano la propria immagine grafica, uniformandosi alle versioni estere. L'11 marzo le versioni in HD di VH1 e Spike vengono aggiunte alla piattaforma al posto delle versioni SD. Il 14 giugno Sky TG24 e Sky Meteo 24 rinnovano grafica e logo, uniformandosi alle versioni estere. Il 21 giugno il canale Doctor's Life termina le sue trasmissioni, pertanto la sua programmazione viene resa disponibile in una sezione apposita su Sky On Demand. Il 28 giugno Sky Sport Collection viene sostituito da Sky Sport Tennis. Dal 1º luglio iniziano le trasmissioni i canali Sky Serie, Sky Investigation, Sky Documentaries e Sky Nature; sempre dalla stessa data cessano di trasmettere Fox Crime, DAZN1, DAZN1+, Roma TV e Torino Channel; inoltre avviene una riorganizzazione di alcuni canali Sky Sport: Sky Sport Serie A diventa Sky Sport Calcio, sul canale 206 debutta Sky Sport Action al posto di Sky Sport NBA (che si trasferisce al canale 209), Sky Sport al 258 passa in SD e chiude Sky Sport sul 262. Infine, al canale 212 della piattaforma torna nuovamente disponibile SuperTennis. Il 20 agosto debutta il canale Sky Sport 4K al numero 213 della piattaforma. Il 18 ottobre debutta il canale Sky Arte +1 HD alle numerazioni 121 e 401. Il 22 novembre Bike Channel fa ritorno sulla piattaforma alla LCN 222, questa volta in chiaro. Il 13 dicembre 2021 debutta il nuovo canale Explorer HD Channel sul canale 176 in modalità FTA; il giorno successivo, in seguito alla riorganizzazione delle frequenze, approdano sulla piattaforma: Rai 1 HD, Rai 2 HD, Rai 3 HD, Rai Gulp HD, Rai Sport + HD, Rai News 24 HD, Rai Storia HD e Rai Scuola HD in FTA, in sostituzione delle versioni standard.
Il 10 gennaio 2022 terminano le trasmissioni dei canali Premium Cinema, Premium Action, Premium Crime e Premium Stories sulla piattaforma. Il 17 gennaio 2022 chiudono Spike e Paramount Channel visibili gratuitamente da Paramount Global. Il 28 gennaio debutta Sky Cinema 4K al numero 313 della piattaforma mentre tre giorni più tardi, il 31, LaF cessa le proprie trasmissioni. Il 1º marzo anche Discovery Science termina le trasmissioni. Il 3 marzo il canale UnireSat HD diventa Equ TV. Dal 1º aprile l’offerta Sky sul digitale terrestre non è più disponibile.  Il 28 maggio 2022 chiude Alpha in Italia. Il 1º luglio chiudono Fox HD e Fox +1, mentre il 14 luglio i canali Mediaset inaugurano le proprie trasmissioni in HD sulla piattaforma. L'8 agosto 2022 fa ritorno su Sky Q l'app DAZN e vengono lanciati sulla piattaforma i canali Zona DAZN, dalla LCN 214 alla LCN 218. Il 19 settembre 2022 approdano i canali LA7 HD, che sostituisce la versione standard, e LA7d HD, rispettivamente alle numerazioni 107 e 161. Il 1º ottobre 2022, con la chiusura delle trasmissioni sulla piattaforma dei canali National Geographic, National Geographic Wild (e relative versioni +1) e BabyTV cessa l'offerta televisiva di Fox Italia, con i relativi contenuti trasferiti su Disney+. Il 3 ottobre 2022 Lazio Style Channel passa all'HD e, da canale opzionale, migra nel pacchetto Sky Calcio.
Il 12 gennaio 2023 arriva Sky Sport Golf al posto di Sky Sport Action, che ha terminato le sue trasmissioni il 9 gennaio. Dal 30 gennaio i canali Rai 1, Rai 2, Rai 3, Rete 4, Canale 5, Italia 1 e La7 sono visibili anche tramite l'applicazione Sky Go su smartphone, tablet e PC. Il 1º luglio Sky Cinema 4K ha terminato le sue trasmissioni, rendendo disponibili i titoli On Demand; il 3 luglio avviene una riorganizzazione dei canali Sky Sport: Sky Sport Tennis passa al canale 203 al posto di Sky Sport Football, che chiude, mentre sul canale 205 si riaccende Sky Sport Action. Il 31 luglio Sky festeggia i suoi primi 20 anni di trasmissioni in Italia e il 1 agosto, a causa di un mancato rinnovo contrattuale, Blaze chiude le sue trasmissioni, ma i suoi contenuti restano on demand sulla piattaforma e su Now TV e in parte vengono trasmessi su History. Il 30 agosto Sky attraverso il suo brand Now TV diventa title sponsor del campionato di Serie C di Calcio per le stagioni 2023/24 e 2024/25; il 4 settembre Sky Sport Summer torna ad essere Sky Sport Uno e Sky Sport Action viene rimpiazzato da Sky Sport Max. Il 12 ottobre viene annunciata la nascita del canale Sky Crime realizzato in collaborazione con A+E Networks Italia, avvenuta il 1º novembre successivo. Le tematiche trattate sulla rete, eredità di Crime + Investigation, vanno dalle inchieste sui più celebri casi di cronaca nera italiani e internazionali, alle biografie dei più efferati serial killer, i cold case, il cybercrimine, il lato oscuro delle celebrities. Il 23 ottobre 2023 vengono assegnati a Sky Sport, per il ciclo 2024/2029, i diritti della Serie A (in co-esclusiva con DAZN) di 3 partite a giornata per un totale di 114 match a stagione, insieme agli highlights di tutti i 380 incontri, ai diritti di archivio delle stagioni correnti e a quelli in esclusiva di tutti i match di Serie A per bar, hotel e altri locali pubblici. Il 1º novembre vengono spenti i canali Sky Sport 260 e 261 e tutti i canali non in HD di Sky ad esclusione di Sky Uno, Sky Sport24, Sky Sport Uno, Sky Sport Tennis, Sky Sport Max, Sky Sport F1, Sky Sport MotoGP, Sky Sport 271, Sky Sport 272, Sky Sport 273, Sky Cinema Uno, Sky Cinema Family, Sky Cinema Action e Sky Cinema Uno +24. In seguito vengono chiusi anche i canali Zona DAZN 3, Zona DAZN 4 e Zona DAZN 5. Il 24 novembre il gruppo Sky sigla a livello europeo accordo quinquennale con ATP e WTA, dal 2024 al 2028, per la trasmissione di oltre 80 tornei ogni anno con più di 4.000 partite di tennis.
Il 7 gennaio 2024 VH1 non è più visibile su Sky. Il 9 aprile 2024 Sky e Warner Bros. Discovery siglano un accordo che prevede il canale Eurosport 4K alla posizione 250, al posto di una copia di Sky Sport 24, in occasione dell'Open di Francia 2024, disponibile per tutta la durata del torneo. In aggiunta vengono accesi ulteriori 7 canali per i Giochi Olimpici di Parigi 2024. Dal 29 aprile 2024 TV8 e Cielo sono visibili anche tramite l'applicazione Sky Go su smartphone, tablet e PC. Il 1º maggio 2024 viene concluso lo spegnimento di tutte le copie a visione standard dei canali HD rimasti sui pacchetti Sky. Il 1 ottobre 2024 chiude Lazio Channel.
Il 1º febbraio 2025 il canale Classica cambia ufficialmente nome e logo diventando Sky Classica ed entrando a far parte del bouquet dei canali a marchio Sky. Il canale è disponibile alla numerazione 124 di Sky e 125 di Sky Stream e Sky Glass. Lo stesso giorno chiude Sky Arte +1.
Dal 4 aprile 2025 il canale "ACI Sport TV" è stato rinominato in "Sport TV".
Il 17 aprile seguente il canale Sky Atlantic +1 viene chiuso. Contestualmente, il canale principale viene spostato alla numerazione 111, mentre viene inserita una copia di Sky Cinema Uno sulla LCN 110 (in precedenza sulla LCN 127).
Dal 1º luglio 2025 è disponibile il nuovo canale Sky Adventure, disponibile sulle LCN 121 e 407 di Sky, al tasto 118 del telecomando su Sky Stream e Sky Glass. Per gli abbonamenti sottoscritti fino al 03/02/2021 è richiesta la sottoscrizione del pacchetto Sky Famiglia, negli altri due listini (Sky Open e Sky Smart) è incluso nel pacchetto base Sky TV. Contestualmente, Sky Documentaries +1 è stato chiuso (LCN 121). Inoltre, sempre dalla stessa data, a seguito del mancato rinnovo tra Comcast e Warner Bros. Discovery, i canali Eurosport 1, Eurosport 2, Discovery Channel, Discovery Channel +1 (che chiude definitivamente), Nove, Real Time, Giallo, DMAX, Food Network, HGTV, Motor Trend, K2 e Frisbee (rispettivamente LCN 210, 211, 407, 408, 149, 160, 170, 417, 418, 419, 626 e 627) hanno terminato le loro trasmissioni sulla piattaforma Sky Italia. Oltre a ciò, l'applicazione discovery+ non è più disponibile su Sky Q, Sky Stream e Sky Glass.
Ulteriori novità avvengono nell'ambito dell'offerta sportiva: Sky Sport NBA viene rinominato Sky Sport Basket (in virtù dei cambiamenti in termini di diritti sportivi cestistici della pay-tv, meno gare di NBA e più delle competizioni europee) mantenendo la stessa LCN; Sky Sport Mix ritorna alla posizione 211 e Sky Sport Legend debutta alla posizione precedente. Quest'ultimo canale è visibile con il pacchetto base Sky TV senza ulteriori costi.

## Canali televisivi
L'offerta televisiva di Sky è composta da 90 canali tematici, divisi in pacchetti. Oltre a questi, sono presenti 5 canali pay-per-view di programmi per adulti e 9 canali opzionali a sottoscrizione separata.
Elenco sui decoder satellitari (Sky HD, My Sky e Sky Q):

### Intrattenimento e Serie TV
- 100 Sky TG24[65]
- 101 Rai 1 HD
- 102 Rai 2 HD
- 103 Rai 3 HD
- 104 Rete 4 HD[65]
- 105 Canale 5 HD[65]
- 106 Italia 1 HD[65]
- 107 LA7 HD
- 108 Sky Uno[65]
- 109 Sky Uno +1[65]
- 110 Sky Cinema Uno
- 111 Sky Atlantic[65]
- 112 Sky Serie[65]
- 113 Sky Serie +1[65]
- 114 Sky Investigation[65]
- 115 Sky Investigation Maratone[65]
- 116 Sky Crime[65]
- 117 Sky Crime +1[65]
- 118 History[65]
- 119 History +1[65]
- 120 Sky Documentaries[65]
- 121 Sky Adventure
- 122 Sky Nature[65]
- 123 Sky Arte[65]
- 124 Sky Classica[65]
- 125 TV8 HD[65]
- 126 cielo[65]
- 129 Comedy Central[65]
- 130 Comedy +1[65]
- 131 MTV HD[65]
- 132 MTV Music[65]
- 133 Gambero Rosso HD[65]
- 148 TV8 HD[65]
- 151 20Mediaset HD[65]
- 156 cielo[65]
- 157 TV2000 HD
- 158 27Twentyseven HD[65]
- 159 La 5 HD[65]
- 161 LA7d HD[65]
- 163 Mediaset Extra HD[65]
- 168 TOPcrime HD[65]
- 175 Mediaset Italia2 HD[65]
- 180 Class TV Moda

### Sport e calcio
- 200 Sky Sport 24[66]
- 201 Sky Sport Uno[67]
- 202 Sky Sport Calcio[68]
- 203 Sky Sport Tennis
- 204 Sky Sport Arena[67]
- 205 Sky Sport Max[67]
- 206 Sky Sport Golf
- 207 Sky Sport F1
- 208 Sky Sport MotoGP
- 209 Sky Sport Basket
- 210 Sky Sport Legend[65]
- 211 Sky Sport Mix
- 212 SuperTennis[65]
- 213 Sky Sport 4K[69]
- 220 EQUtv
- 221 Horse TV[65]
- 222 BIKE
- 227 RAI Sport
- 228 Sport TV
- 248 Sky Sport Info
- Sky Sport (canali dal 251 al 259)[70]

### Canali opzionali
- 214 DAZN 1
- 215 DAZN 2
- 230 Milan TV
- 232 Inter TV
- 235 CACCIA e Pesca
- 236 Caccia e PESCA

### Cinema
- 301 Sky Cinema Uno
- 302 Sky Cinema Due
- 303 Sky Cinema Collection
- 304 Sky Cinema Family
- 305 Sky Cinema Action
- 306 Sky Cinema Suspense
- 307 Sky Cinema Romance
- 308 Sky Cinema Drama
- 309 Sky Cinema Comedy
- 310 Sky Cinema Uno +24
- 311 Sky Cinema Due +24
- 325 Iris HD[65]
- 327 Cine34 HD[65]
- 357 Cento x Cento
- 358 Dorcel Club
- 359 Primafila 3
- 360 Primafila 4
- 361 Primafila 5

### Documentari e lifestyle
- 400 Sky Arte[65]
- 402 Sky Documentaries[65]
- 404 Sky Nature[65]
- 405 Sky Crime[65]
- 406 Sky Crime +1[65]
- 407 Sky Adventure
- 409 History[65]
- 410 History +1[65]
- 415 Gambero Rosso Channel[65]
- 416 Focus[65]
- 475 QVC
- 489 Fashion TV
- 490 Value 24 TV

### News e canali internazionali
- 500 Sky TG24[65]
- 501 TG24PrimoPiano[65]
- 502 Sky Meteo24[65]
- 503 Sky Sport 24
- 507 Class CNBC[65]
- 508 Rai News 24
- 509 TGCom24
- 510 TG Norba 24
- 515 Vatican Media Europa
- 519 TRM h24
- 521 Euronews
- 522 Sky News
- 523 Fox News
- 524 Camera dei Deputati
- 525 Senato Italiano
- 526 CNN Intl.
- 527 Fox Business
- 528 CNBC HD
- 529 Bloomberg
- 530 BBC World News
- 531 France 24 English HD
- 532 Al Jazeera Intl. HD
- 533 NHK World TV HD
- 534 Arirang TV
- 535 CGTN
- 538 Euronews English HD
- 541 France 24 Francais HD
- 543 Deutsche Welle HD
- 550 San Marino RTV HD
- 552 TVP Polonia
- 558 TVR Intl.
- 560 Al Jazeera HD
- 561 Al Arabiya
- 562 BBC Arabic
- 563 Sky News Arabia HD
- 564 TRT World HD
- 567 TRT Arabi HD
- 568 ESC - AlMasriyah
- 569 Tunis 7

### Bambini
- 601 DeAKids
- 602 DeA Kids +1
- 603 Nick Jr
- 604 Nick Jr. +1
- 605 Nickelodeon
- 606 Nickelodeon +1
- 607 Cartoon Network
- 608 Cartoon Network +1
- 609 Boomerang
- 610 Boomerang +1
- 623 DeAJunior
- 625 Super![65]

### Music e Radio
- 704 MTV Music[65]
- 714 Deejay TV
- 716 Radio Monte Carlo[65]
- 717 Virgin Radio[65]
- 724 RDS Socia TV
- 725 Radio Italia TV HD
- 726 Radio Italia Trend Tv HD
- 727 Kiss Kiss Tv HD
- 730 RADIONORBA TV
- 735 RADIO ZETA HD
- 736 RTL 102.5 HD
- 737 RTL 102.5 CALIENTE
- 738 RADIOFRECCIA HD
- 739 Radio DeeJay
- 740 Radio Capital
- 741 M2O
- 742 Radio Montecarlo
- 743 Radio 105
- 744 Virgin Radio
- 745 RDS
- 746 Radio Italia
- 747 Radio KissKiss
- 748 R 101
- 749 Radio 24
- 750 RTL 102.5
- 751 RADIOFRECCIA
- 752 RADIO ZETA
- 753 INBLU2000
- 754 InBlu
- 755 Radio Vaticana Europa
- 756 Giornale Radio

### Altri canali
- 805 Rai Storia
- 806 Rai Scuola
- 807 Rai Gulp
- 809 GO-TV CHANNEL
- 810 Well Tv
- 811 Italian Fishing Tv
- 812 Uninettuno
- 819 Videolina
- 820 LaC Sat
- 821 Canale Italia
- 823 GOLD TV
- 824 Telecupole
- 825 People TV -Rete7
- 827 Canzoni Napoletane
- 832 TVA Vicenza
- 850 SonLife Broadcasting Network
- 851 Daystar Tv HD
- 852 TelePadrePio HD
- 853 The Word Network
- 854 Parole di Vita
- 855 EWTN
- 857 Sender Neu Jerusalem
- 858 TELERADIOPACE
- 861 Canale Italia 2
- 863 Arte Atelier
- 864 JUWELO
- 867 Orler TV
- 868 Arteinvestimenti.it
- 890 TeleItalia
- 899 CIAO
- 913 Canale Italia 83
- 920 Napoli Mia
- 937 Canale Italia 84

Elenco sui decoder Sky Stream e Sky Glass:

### Area Intrattenimento-Documentari
- 100 Sky TG24
- 101 Rai 1
- 102 Rai 2
- 103 Rai 3
- 104 Rete 4
- 105 Canale 5
- 106 Italia 1
- 107 La7
- 108 Sky Uno
- 109 Sky Maratone[71]
- 110 Sky Cinema Uno
- 111 Sky Atlantic
- 112 Sky Serie
- 113 Sky Investigation
- 115 Sky Crime
- 116 History
- 117 Sky Documentaries
- 118 Sky Adventure
- 119 Sky Nature
- 120 Sky Arte
- 121 Comedy Central HD
- 122 MTV
- 123 MTV Music
- 124 Gambero Rosso Channel
- 125 Sky Classica
- 130 TV8
- 132 20Mediaset
- 133 Rai 4
- 134 Rai 5
- 135 Rai Premium
- 136 Cielo
- 137 27Twentyseven
- 138 LA7d
- 139 La5
- 142 Focus
- 144 Top Crime
- 145 Mediaset Italia2
- 147 Rai Storia
- 148 Mediaset Extra

### Area Sport
- 200 Sky Sport 24[66]
- 201 Sky Sport Uno[67]
- 202 Sky Sport Calcio[68]
- 203 Sky Sport Tennis
- 204 Sky Sport Arena[67]
- 205 Sky Sport Max[67]
- 206 Sky Sport Golf
- 207 Sky Sport F1
- 208 Sky Sport MotoGP
- 209 Sky Sport Basket
- 210 Sky Sport Legend[65]
- 211 Sky Sport Mix
- 212 Super Tennis[65]
- 213 Sky Sport 4K[72]
- 214 Rai Sport[65]
- 251 Sky Sport
- 252 Sky Sport
- 253 Sky Sport
- 254 Sky Sport
- 255 Sky Sport
- 256 Sky Sport
- 257 Sky Sport
- 258 Sky Sport
- 259 Sky Sport

### Area Cinema
- 301 Sky Cinema Uno
- 302 Sky Cinema Due
- 303 Sky Cinema Collection
- 304 Sky Cinema Family
- 305 Sky Cinema Action
- 306 Sky Cinema Suspense
- 307 Sky Cinema Romance
- 308 Sky Cinema Drama
- 309 Sky Cinema Comedy
- 311 Iris[73]
- 312 Rai Movie[73]
- 313 Cine34[73]

### Area News[74]
- 500 Sky TG24
- 501 Sky TG24 Primo Piano
- 502 Sky Meteo24
- 504 Sky News
- 505 Fox News
- 506 CNN Intl.
- 507 Fox Business
- 508 CNBC HD
- 509 Rai News 24
- 510 TGcom24

### Area Kids
- 601 DeA Kids HD
- 602 Nick Jr.
- 603 Nickelodeon
- 604 Cartoon Network HD
- 605 Boomerang HD
- 606 DeA Junior HD
- 608 Rai Gulp[73]
- 609 Rai Yoyo[73]
- 612 Rai Scuola[73]

## Pacchetti
Attualmente sono presenti tre diversi listini: il cosiddetto "vecchio listino" per adesioni fino al 03/02/2021, Sky Open e Sky Smart (gli ultimi due sottoscrivibili da febbraio 2021). Oltre che per i costi, si differenziano per la composizione dei pacchetti.
Per quanto riguarda le adesioni fino al 03/02/2021:
- Sky TV: è il pacchetto base contenente 25 canali, di cui 23 in HD, che prevede la visione di serie TV, documentari, programmi d'intrattenimento, arte, musica, factual e canali d'informazione, internazionali e sportivi. Include l'accesso al servizio Peacock e ai contenuti di HBO, oltre che a 12 mesi gratuiti del piano con Intrattenimento con pubblicità di Discovery+ per i clienti con Sky Q (via satellite o via internet).[75] Fino al 30 giugno 2025 includeva anche la visione dei canali Eurosport 1 ed Eurosport 2.
- Intrattenimento plus: aggiunge Netflix al pacchetto Sky TV.
- Sky Cinema: il pacchetto comprende 11 canali, tutti disponibili in HD. Include l'accesso al servizio Paramount+.
- Sky Sport: il pacchetto comprende 20 canali, di cui 17 disponibili in HD e 1 in 4K HDR. Include la visione della UEFA Champions League (185 partite su 203) fino alla stagione 2026/2027, della UEFA Europa League (in esclusiva) fino alla stagione 2026/2027, della UEFA Conference League (in esclusiva) fino alla stagione 2026/2027, della Serie A fino alla stagione 2028/2029 (almeno 1 partita per turno), della Premier League fino alla stagione 2027/2028 (in esclusiva), della Bundesliga (in esclusiva), di tutti i gran premi di Formula 1, MotoGP, Moto2 e Moto3 con le conferenze stampa, le prove libere, le qualifiche e le gare (in eslusiva), del torneo di Wimbledon (in esclusiva) e dello US Open.
- Sky Calcio: il pacchetto comprende 13 canali, di cui 10 in HD e 1 in 4K HDR. Include la visione della Serie A fino alla stagione 2028/2029 (3 partite a turno, di cui almeno 30 delle migliori 76 partite del campionato), della Serie C fino alla stagione 2027/2028, della Coppa Italia Serie C fino alla stagione 2027/2028, della Supercoppa Serie C, della Premier League fino alla stagione 2027/2028 e della Bundesliga.
- Sky Famiglia: il pacchetto contiene 11 canali, di cui 3 in HD. La programmazione dei canali presenti al suo interno è dedicata a documentari di scienza, tecnologia, storia e natura; a programmi per bambini e ragazzi (anche in inglese) e alla musica italiana e internazionale. Fino al 30 giugno 2025 includeva anche l'accesso ai canali Discovery Channel e Discovery Channel +1.
- Sky HD 4K: è il servizio che permette di accedere alla programmazione, live e on demand, con la qualità dell'alta definizione. Inoltre, per i clienti con decoder Sky Q via satellite, abilita anche alla visione dei contenuti trasmessi in 4K HDR (richiede TV compatibile con questa tecnologia).

Invece, per quanto riguarda i listini Sky Smart e Sky Open:
- Sky TV: è il pacchetto base contenente 26 canali, di cui 23 in HD, che prevede la visione di serie TV, documentari, programmi d'intrattenimento, arte, musica, factual e canali d'informazione, internazionali e sportivi. Include l'accesso al servizio Peacock e ai contenuti di HBO, oltre che a 12 mesi gratuiti del piano con Intrattenimento con pubblicità di Discovery+ per i clienti con Sky Q (via satellite o via internet), Sky Glass o Sky Stream.[75] Include anche la visione in alta definizione di tutti i contenuti inclusi nel proprio abbonamento. Fino al 30 giugno 2025 includeva anche la visione dei canali Eurosport 1, Eurosport 2, Discovery Channel e Discovery Channel +1.
- Intrattenimento plus: aggiunge Netflix Base, Standard o Premium al pacchetto Sky TV.
- Sky Cinema: il pacchetto comprende 11 canali, tutti disponibili in HD. Include l'accesso al servizio Paramount+.
- Sky Sport: il pacchetto comprende 20 canali, di cui 17 disponibili in HD e 1 in 4K HDR. Include la visione della UEFA Champions League (185 partite su 203) fino alla stagione 2026/2027, della UEFA Europa League (in esclusiva) fino alla stagione 2026/2027, della UEFA Conference League (in esclusiva) fino alla stagione 2026/2027, della Serie A fino alla stagione 2028/2029 (almeno 1 partita per turno), della Premier League fino alla stagione 2027/2028 (in esclusiva), della Bundesliga (in esclusiva), di tutti i gran premi di Formula 1, MotoGP, Moto2 e Moto3 con le conferenze stampa, le prove libere, le qualifiche e le gare (in esclusiva), del torneo di Wimbledon (in esclusiva) e dello US Open.
- Sky Calcio: il pacchetto comprende 13 canali, di cui 10 in HD e 1 in 4K HDR. Include la visione della Serie A fino alla stagione 2028/2029 (3 partite a turno, di cui almeno 30 delle migliori 76 partite del campionato), della Serie C fino alla stagione 2027/2028, della Coppa Italia Serie C fino alla stagione 2027/2028, della Supercoppa Serie C, della Premier League fino alla stagione 2027/2028 e della Bundesliga.
- Sky Kids: il pacchetto contiene 11 canali, di cui 3 in HD. La programmazione dei canali presenti al suo interno è dedicata ai cartoni animati.
- Sky Ultra HD: è il servizio che permette ai clienti con decoder Sky Q via satellite, Sky Glass o Sky Stream di accedere alla programmazione, live e on demand, con la qualità del 4K HDR (richiede TV compatibile con tale tecnologia).

Alcuni canali, inoltre, prevedono un canone mensile in aggiunta a quello dell'abbonamento e sono: Milan TV, Inter TV, Caccia e Pesca e DAZN 1 a DAZN 2.

### Sky HD
Sky HD è il servizio HDTV lanciato da Sky il 20 aprile 2006. Include anche numerosi titoli on demand in alta definizione.
A marzo 2012 gli abbonati con tale funzionalità rappresentavano il 73% del totale.
Sky Italia offre 64 canali in alta definizione; nel dettaglio, quelli interessati, sono suddivisi in pacchetti.
| TV               | 19 canali | Sky TG24, Sky Uno, Sky Uno +1, Sky Atlantic, Sky Serie, Sky Serie +1, Sky Investigation, Sky Investigation +1, Sky Crime, Sky Crime +1, History, Sky Documentaries, Sky Adventure, Sky Nature, Sky Arte, MTV, Gambero Rosso Channel, Sky Classica, Sky Sport Legend |
| Cinema           | 11 canali | Sky Cinema Uno, Sky Cinema Due, Sky Cinema Collection, Sky Cinema Family, Sky Cinema Action, Sky Cinema Suspense, Sky Cinema Romance, Sky Cinema Drama, Sky Cinema Comedy, Sky Cinema Uno +24, Sky Cinema Due +24                                                   |
| Sport            | 17 canali | Sky Sport 24, Sky Sport Uno, Sky Sport Tennis, Sky Sport Arena, Sky Sport Max, Sky Sport Golf, Sky Sport F1, Sky Sport MotoGP, Sky Sport Basket, Sky Sport Mix, Sky Sport (canali dal 251 al 257)                                                                   |
| Calcio           | 10 canali | Sky Sport 24, Sky Sport Calcio, Sky Sport (canali dal 251 al 257) |
| Kids             | 3 canali  | DeA Kids, Cartoon Network, Boomerang |
| Canali opzionali | 4 canali  | DAZN 1, DAZN 2, Milan TV, Inter TV |

Note:
1. ↑  Il canale Sky TG24 è visibile alle numerazioni 100 e 500.
2. ↑  Il canale Sky Crime è visibile alle numerazioni 116 e 405.
3. ↑  Il canale Sky Crime +1 è visibile alle numerazioni 117 e 406.
4. ↑  Il canale History è visibile alle numerazioni 118 e 409.
5. ↑  Il canale Sky Documentaries è visibile alle numerazioni 120 e 402.
6. ↑  Il canale Sky Adventure è visibile alle numerazioni 121 e 407.
7. ↑  Il canale Sky Nature è visibile alle numerazioni 122 e 404.
8. ↑  Il canale Sky Arte è visibile alle numerazioni 123 e 400.
9. ↑  Il canale Gambero Rosso Channel è visibile alle numerazioni 133 e 415.
10. ↑  Il canale Sky Sport Legend, nonostante sia parte dell'offerta sportiva; è visibile con Sky TV senza costi aggiuntivi.
11. 1 2  Il canale Sky Sport 24 è visibile con i pacchetti Sky Sport e/o Sky Calcio; nonostante venga visualizzato in due pacchetti diversi, nel conto totale dei canali viene conteggiato solamente una volta. È visibile alle numerazioni 200, 250 e 503.
12. ↑  Il canale DeA Kids è visibile in HD al canale 601.
13. ↑  Il canale Boomerang è visibile in HD alla numerazione 609.

### Sky Ultra HD
Sky Ultra HD è il servizio 4K HDR di Sky nato nel 2018, dedicato agli abbonati via satellite con Sky Q. Include anche numerosi titoli on demand in ultra-alta definizione.
Nel dettaglio, i canali in ultra-alta definizione disponibili sui vari pacchetti della piattaforma.
| Sport  | 1 canale | Sky Sport 4K |
| Calcio | 1 canale | Sky Sport 4K |

### Sky 3D
Sky 3D è stato il canale televisivo in 3D di Sky. A partire dal 3 ottobre 2010, Sky ha cominciato a trasmettere le trasmissioni in 3D attraverso il canale Sky Sport 3D, su cui venne trasmessa nella nuova tecnologia la finale della Ryder Cup. Qualche settimana dopo, il 25 dicembre 2010, è stato introdotto anche Sky Cinema 3D.
I canali Sky Sport 3D e Sky Cinema 3D confluiscono nel 2011 in Sky 3D. Il 16 gennaio 2018 chiude definitivamente, mentre la sua programmazione diventa disponibile unicamente tramite Sky On Demand.

## Tecnologie e servizi

### Servizi principali

#### Sky Box
Sky Box è stato il primo decoder per la fruizione dei canali della piattaforma, disponibile in 2 versioni

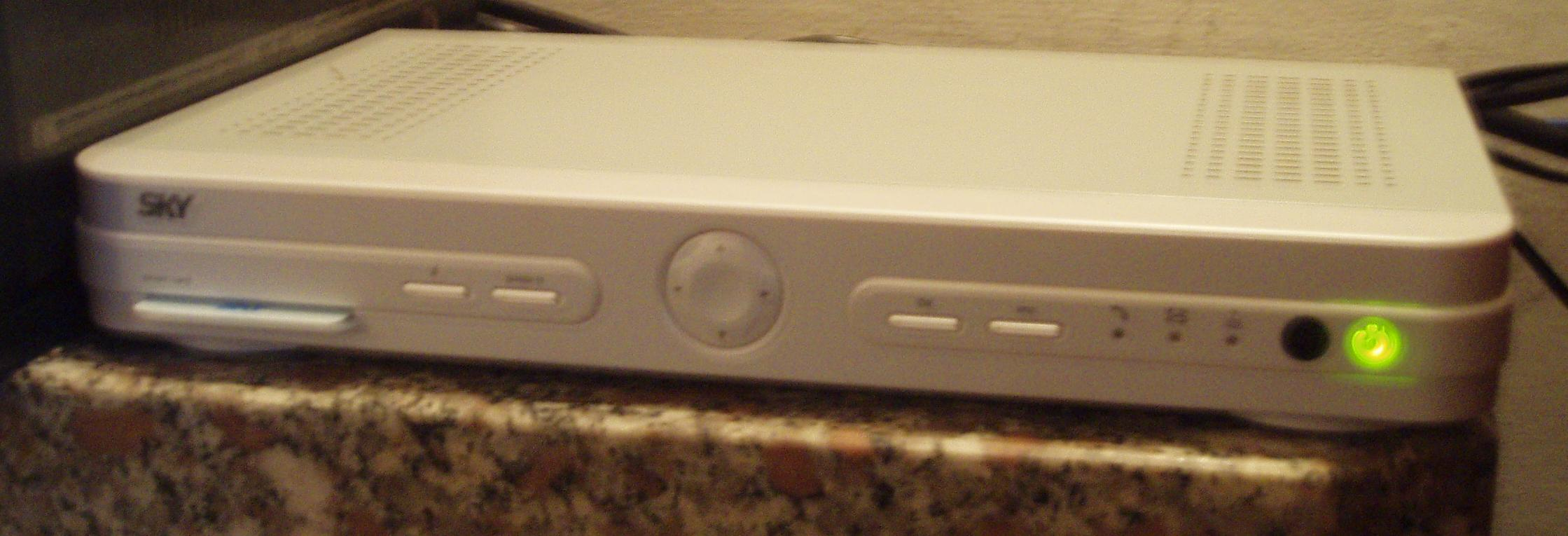
Sky Box (Amstrad)

- Sky Box, dotato di lettore integrato per smart card con sistema NDS, introdotto nel 2003 in sostituzione del decoder Sky prodotto da Italtel[80] e dei precedenti Streambox e Goldbox utilizzati rispettivamente da Stream TV e TELE+ Digitale. È stato dismesso nel giugno 2020.

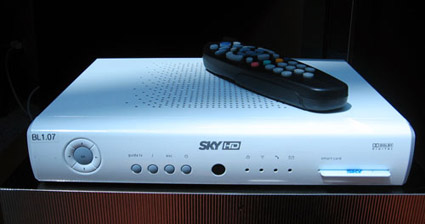
Sky Box HD (Pace)

- Sky Box HD, che, oltre alle funzionalità dello Sky Box, supportava i formati 720p e 1080i e possedeva un'uscita HDMI per la visione dei canali in alta definizione. Viene introdotto il supporto al Dolby Digital. Dismesso assieme al modello principale nel giugno 2020.

#### My Sky
My Sky era un decoder che integrava la funzione personal video recorder (PVR), disponibile in 3 versioni
- My Sky, introdotto il 22 novembre 2005, era il modello principale, dotato di memoria interna per le registrazioni. È stato dismesso nel giugno 2020.

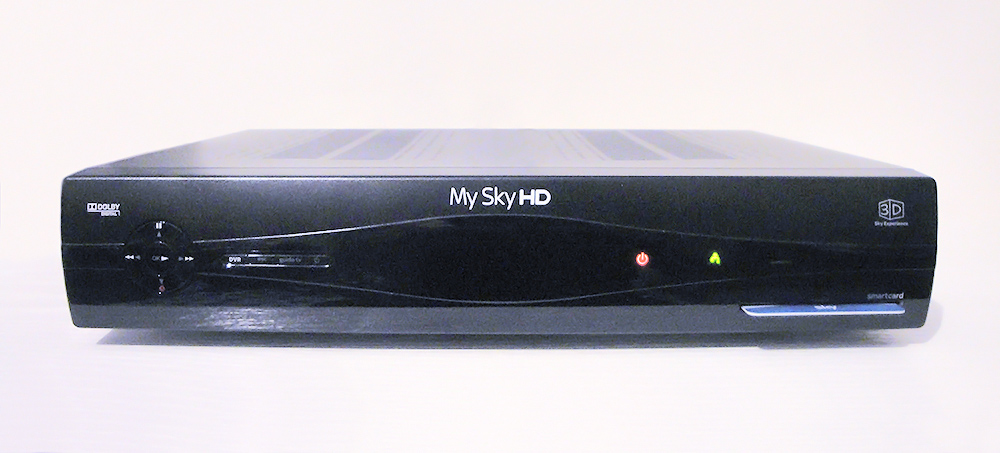
My Sky HD (Amstrad)

- My Sky HD, introdotto il 26 maggio 2008, ha le stesse funzionalità del My Sky originale, ma in aggiunta possedeva un hard disk più capiente e la possibilità di guardare e registrare programmi in alta definizione. Dismesso nel giugno 2020 assieme al modello principale.
- My Sky HD Wi-Fi, introdotto il 3 novembre 2014, aveva le stesse funzionalità del My Sky HD e, in aggiunta, un tuner DVB-T, per la ricezione dei canali in chiaro del digitale terrestre, e un modulo Wi-Fi, per collegare il decoder a Internet anche in modalità wireless. Dal 2 luglio 2018 è stato dismesso per la piattaforma satellitare e sostituito da Sky Q Platinum e Sky Q Black. Dal 24 settembre 2019 è stato dismesso anche per la piattaforma Fibra e sostituito da Sky Q senza parabola.

#### Sky Q
Sky Q è un set-top box di ultima generazione disponibile in 3 versioni:

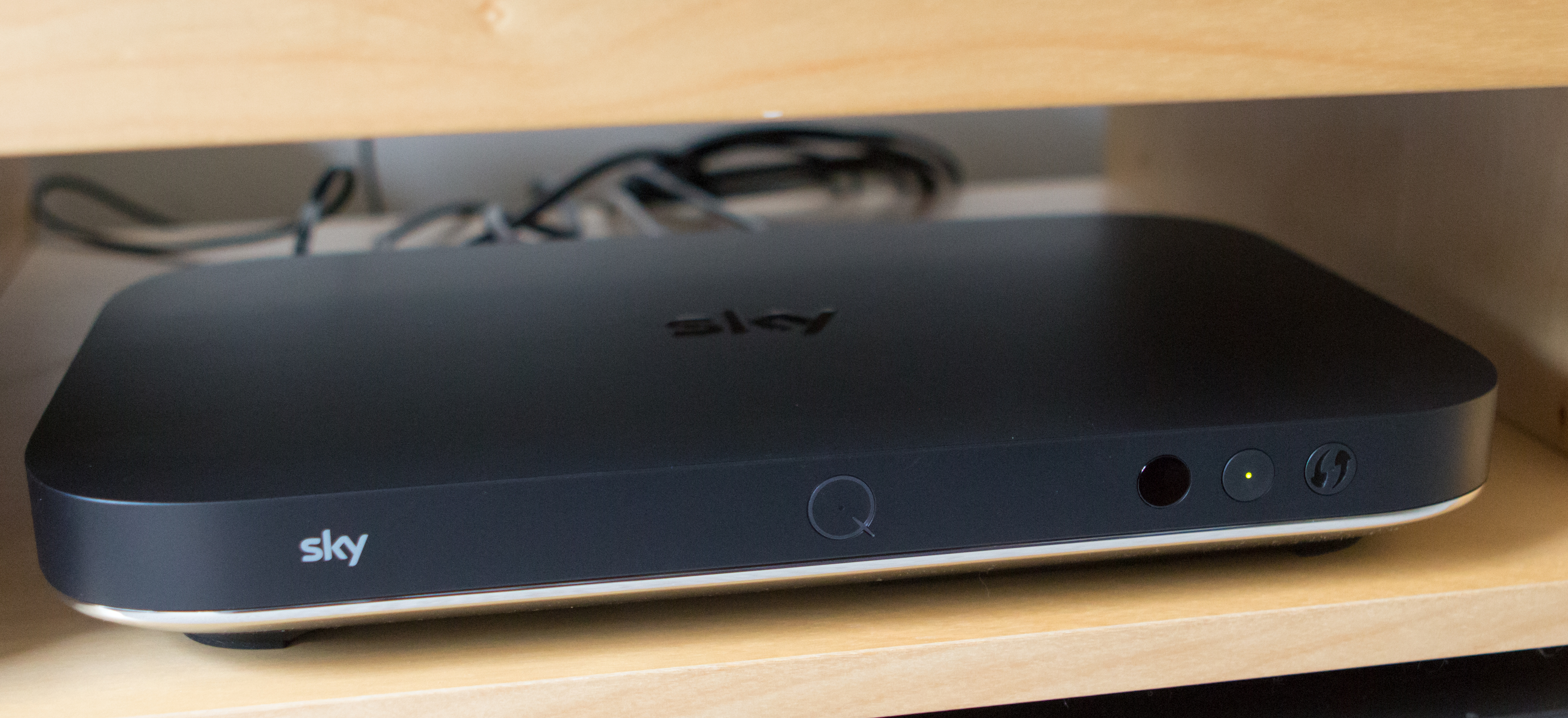
Sky Q Platinum

- Sky Q Platinum, introdotto il 29 novembre 2017, è un set-top box di ultima generazione al quale vengono associati dei set-top box secondari: gli Sky Q Mini.[81] Le caratteristiche principali di Sky Q Platinum sono la possibilità di guardare programmi in 4K HDR, collegare il box principale (Sky Q Platinum) al resto dei televisori attraverso i box secondari (Sky Q Mini) senza cavi satellitari ma tramite Wi-Fi o LAN, oltre ad un'interfaccia grafica completamente rinnovata e un hard disk da 1 TB.

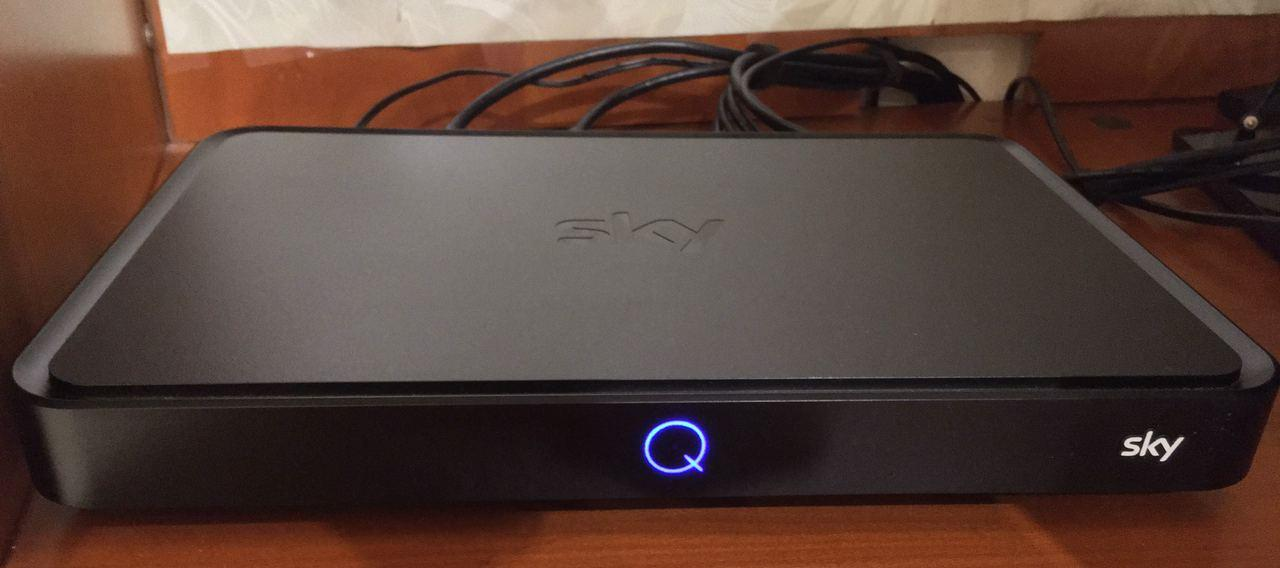
Sky Q Black

- Sky Q Black (o My Sky HD Humax), introdotto il 2 luglio 2018, è il set-top box utilizzabile su un solo tv di casa. A differenza del fratello maggiore, non può sfruttare i box secondari Q Mini ma può usufruire della visione in 4K HDR dei programmi.
- Sky Q senza parabola, introdotto il 24 settembre 2019 in sostituzione di My Sky Via Fibra, è il gemello di Sky Q Black, con l'unica differenza che non necessita di un collegamento alla parabola per la visione dei canali. Rispetto a Q Black, perde la possibilità di guardare i programmi sia live che on-demand in 4K HDR. Il 31 agosto 2021 viene dismesso e sostituito da Sky Q via internet.[82]
- Sky Q via internet: lanciato il 1º settembre 2021, è una versione rivisitata del precedente Sky Q senza parabola, ma senza hard disk interno e quindi non abilitato alla registrazione dei programmi e alle funzioni PVR in diretta.[83] Per garantire una visione fluida dei programmi sportivi, in particolare quelli in diretta, Sky ha precedentemente messo a disposizione la visione dei canali Sky Sport Uno HD (fino al 24 giugno 2024) e Sky Sport Calcio HD (fino al 4 dicembre 2023) anche attraverso l'uso del digitale terrestre. Viene sostituito a dicembre del 2024 dal servizio Sky Stream.

#### Sky Glass
È stata introdotta il 15 settembre 2022. È una TV con decoder Sky Q senza parabola e soundbar integrati in un unico dispositivo. È disponibile in cinque colori (nero, bianco, rosa, verde e blu) e tre dimensioni (43", 55" e 65"). Sky Glass è la prima televisione al mondo certificata CarbonNeutral da Climate Impact Partners.

#### Sky Stream
Introdotto il 3 giugno 2024, Sky Stream è un decoder di Sky che presenta la stessa interfaccia di Sky Glass: tutti i canali sono visibili via internet senza parabola, e nel menu principale sono racchiusi i contenuti di tutte le app. A differenza di Sky Q via internet, tramite questo decoder è possibile vedere i contenuti di Sky in 4K, anche in diretta, nonché usufruire dei servizi di interattività.

### Altri servizi

#### Sky On Demand
Sky On Demand è un servizio video on demand disponibile per i clienti Sky con My Sky HD o Sky Q connesso alla rete Internet. Il servizio permette di accedere a una videoteca permanente che dispone di contenuti di vario genere. Il servizio originale debuttò il 18 dicembre 2009 con il nome di Sky Selection On Demand; la prima versione del servizio, utilizzata fino al 1º luglio 2012, funzionava diversamente rispetto alla versione attuale, in quanto non utilizzava una connessione a Internet: ogni giorno venivano inviati al decoder e salvati sull'hard disk interno nuovi contenuti attraverso due canali dedicati, uno SD e uno HD. I contenuti restavano disponibili mediamente per una settimana, dopodiché venivano automaticamente rimossi dal servizio e sostituiti con altrettanti. Dal 25 dicembre 2016 è possibile guardare e scaricare i programmi anche in alta definizione. Su Sky Q Platinum e Sky Q Black, da aprile 2018, sono stati resi disponibili film ed eventi sportivi in 4K HDR.

#### Sky Go
Sky Go è il servizio gratuito, incluso nell'abbonamento, che fornisce in streaming oltre 50 canali e migliaia di titoli on demand attraverso computer, tablet e smartphone.

#### Sky Box Sets
Sky Box Sets è un catalogo disponibile all'interno di Sky On Demand che contiene le stagioni complete di varie serie e miniserie televisive. Il servizio è disponibile senza costi aggiuntivi per gli abbonati dal 1º luglio 2017.

#### Sky Primafila
Sky Primafila (già Primafila Sky) è la pay-per-view di Sky Italia. Dal 15 febbraio 2022 la programmazione dei film si trasferisce sul catalogo di Sky On Demand sempre a pagamento, mentre sui canali è rimasto possibile acquistare altri eventi.
Fino agli inizi del 2023 è stato disponibile sui decoder il canale interattivo Sky Primafila Active.

#### Sky Digital Key
Sky Digital Key è un sintonizzatore DVB-T. Tramite questo strumento è possibile vedere tutti i canali in chiaro del digitale terrestre nazionali e locali. A partire dal My Sky HD Wi-Fi, questa non è più in dotazione, poiché vi è già un modulo integrato all'interno dei decoder per la ricezione del segnale digitale terrestre.

#### Sky Multiscreen
Sky Multiscreen (ex Multivision) consente di vedere la programmazione Sky su uno o più televisori tramite decoder aggiuntivi. Con Sky Q Platinum, questo servizio è integrato nel pacchetto Sky Q Plus.

#### Sky Business
Sky Business si occupa dell'offerta disponibile per gli esercizi commerciali, di ristorazione e alberghieri.

#### Sky Digitale Terrestre
L'offerta Sky Digitale Terrestre è stata disponibile dal 5 giugno 2018 al 1º aprile 2022 sul digitale terrestre.

#### Sky Sport Plus
Sky Sport Plus è un servizio accessibile dal 12 febbraio 2024. Per utilizzarlo, è necessario sintonizzarsi su Sky Sport Tennis (canale 203) e premere il tasto verde del telecomando di Sky Q via satellite o il tasto interattività di Sky Glass, se connessi alla rete internet. Consente di accedere alle immagini in diretta dai campi di gioco curate e realizzate da ATP e WTA. Permette di fruire delle seguenti funzionalità:
- visualizzare feed dai campi dei tornei acquisiti da Sky seguiti dalla produzione internazionale ATP e WTA, con il commento originale;
- vedere uno o più incontri in diretta;
- seguire le partite dei giocatori italiani disponibili;
- accedere alla sezione Classifiche per visualizzare in tempo reale il ranking di singolare ATP e WTA.

È disponibile anche per la Premier League inglese e per la F1.

#### Sky Wifi

Logo di Sky Wifi

Sky Wifi è un servizio di telefonia fissa lanciato da Sky nel 2020. Offre connettività di tipo FTTC o FTTH su rete Open Fiber e FiberCop.

#### Sky Mobile

Logo di Sky Mobile

Sky Mobile è un servizio di telefonia mobile lanciato da Sky nel 2024. Offre connettività in 2G/3G/4G/5G su rete Fastweb.

## Accordi commerciali

### Con Fastweb
- IPTV: grazie ad un accordo commerciale dell'ottobre 2006 tra Sky e Fastweb, era possibile accedere all'offerta di canali tematici a definizione standard di Sky attraverso la TV di Fastweb.[94] Il servizio cessa di esistere il 5 novembre 2012.
- Home Pack: il 31 gennaio 2011, Sky e Fastweb siglano un accordo che dà vita ad un'offerta triple play: è infatti possibile abbinare l'offerta televisiva di Sky con i servizi a banda larga e telefonici di Fastweb.
- Now TV: il 18 dicembre 2017, Sky e Fastweb siglano un accordo grazie al quale è possibile abbinare al proprio abbonamento telefonico fisso il servizio streaming OTT Now TV ad un prezzo dedicato.[95]
- Sky Mobile: Il 28 novembre 2023 Sky e Fastweb siglano un accordo dove quest'ultimo servirà da operatore mobile per l'offerta di Sky.[93]

### Con Telecom Italia
- IPTV: Sky e Telecom Italia siglano un accordo nell'ottobre 2007 grazie al quale, analogamente a quello siglato con Fastweb, era possibile accedere all'offerta di canali a definizione standard di Sky tramite l'IPTV di Telecom Italia. Il servizio cessa di esistere il 17 aprile 2015 ed è sostituito da TIM-Sky.
- TIM-Sky: il 17 aprile 2015, Telecom Italia e Sky siglano un accordo che prevedeva la nascita dell'offerta TIM-Sky, grazie alla quale era possibile accedere all'offerta di canali e contenuti on demand di Sky attraverso la rete ADSL2+ o in fibra ottica di TIM. Il 30 giugno 2020 il servizio cessa di esistere.[96]
- Now TV e TIMvision: il 1º agosto 2019, Sky e TIM annunciano un accordo grazie al quale vengono resi disponibili su TIMvision i canali: Sky Arte, Sky Sport 24, Sky TG24 e Sky Uno.[97] Sempre grazie a questo accordo, viene resa disponibile l'app Now TV sul decoder TIM Box e, ai clienti linea fissa di TIM, viene offerta la possibilità di acquistare il Ticket Sport di Now TV ad un prezzo dedicato.[98]

### Con Wind
- IPTV: grazie ad un accordo siglato con Wind nel novembre 2007, era possibile accedere a tutta l'offerta di canali Sky, sia a definizione standard che in HD, tramite il servizio Infostrada TV, attivo fino al 22 giugno 2012.

### Con Vodafone
- Now TV: grazie a un accordo con Vodafone del dicembre 2016, vengono resi disponibili su Vodafone TV l'applicazione Now TV, i canali di intrattenimento e cinema e i contenuti on demand di quest'ultima.[99]
- Sky Sport Mix: grazie ad un'intesa tra la pay TV e l'operatore telefonico, viene reso disponibile sulla piattaforma il canale Sky Sport Mix all'interno del pacchetto Vodafone TV Sport, abbinabile con le offerte dell'intrattenimento di Now TV.[100]
- Il 28 agosto 2019, Sky e Vodafone stringono un accordo grazie al quale tutta l'offerta di sport della pay TV viene resa disponibile ai clienti Vodafone TV.[101]

### Con Mediaset
- Sky-Premium: il 30 marzo 2018, Sky Italia e Mediaset firmano un accordo per consentire la visione dei propri canali sulle rispettive piattaforme.[102]
- Grazie ad un accordo commerciale del 27 luglio 2019, viene inclusa all'interno di Sky On Demand la sezione Mediaset Play, all'interno della quale è possibile trovare tutti i programmi delle reti Mediaset trasmessi negli ultimi 7 giorni.[103]
- Mediaset Play: il 3 febbraio 2020 Sky e Mediaset firmano un accordo grazie al quale l'app Mediaset Play diventa disponibile su Sky Q.[104]

### Con Spotify
- Spotify: il 12 ottobre 2018, Sky e Spotify Technology firmano un accordo commerciale grazie al quale l'app Spotify diventa disponibile su Sky Q.[105]

### Con DAZN
- Sky Business-DAZN: il 1º agosto 2018, Sky e Perform Group firmano un accordo valido fino al 30 giugno 2021 grazie al quale, limitatamente ai clienti business, viene attivato sul satellite un canale lineare per garantire la visione delle 114 partite di Serie A, detenute in esclusiva dal servizio di streaming DAZN, nei pubblici esercizi per il triennio 2018-2021.[106]
- DAZN: il 12 ottobre 2018, Sky e Perform Group firmano un accordo grazie al quale l'app DAZN diventa disponibile su Sky Q.[107] Il 1º luglio 2021, in seguito alla scadenza del contratto, l'app viene rimossa.
- Sky-DAZN: il 31 agosto 2019 Sky e Perform Group firmano un accordo, valido solo per i clienti privati e fino al 30 giugno 2021, che prevedeva la messa in onda del canale lineare DAZN1 alla posizione 209 della piattaforma satellitare, con una programmazione che comprendeva la trasmissione delle rimanenti 3 partite a giornata di Serie A, 2 partite a scelta di Serie B e altri sport misti; la visione era possibile solo sottoscrivendo il doppio abbonamento Sky-DAZN.[108]
- Zona DAZN: il 4 agosto 2022 Sky e DAZN siglano un accordo, valido dal successivo 8 agosto, grazie al quale l'app DAZN torna disponibile su Sky Q e vengono attivati sul satellite i canali Zona DAZN, per consentire agli abbonati Sky la visione via satellite delle 266 partite stagionali detenute in esclusiva dalla piattaforma streaming, oltre che alle 114 detenute dalla stessa piattaforma satellitare. Sui canali viene trasmessa anche una selezione dei migliori eventi targati DAZN.[109] Da luglio 2024 i canali vengono rinominati DAZN 1 e DAZN 2. Potrebbe verificarsi sporadicamente la contemporaneità di tre o più match in esclusiva DAZN. In tal caso, vengono trasmessi solo due incontri sui canali 214 e 215 su Sky.[110][111] Attualmente, per aggiungere i canali satellitari al proprio abbonamento, è richiesto un costo aggiuntivo di €10 al mese.

### Con Google
- YouTube: il 16 aprile 2019 Sky e Google firmano un accordo grazie al quale l'app YouTube diventa disponibile su Sky Q.[112]
- YouTube Kids: il 10 aprile 2020 Sky e Google firmano un accordo grazie al quale l'app YouTube Kids diventa disponibile su Sky Q.[113]

### Con Netflix
- Intrattenimento Plus: dal 9 ottobre 2019 diventa disponibile su Sky Q l'applicazione Netflix. Attraverso l'attivazione di un pacchetto specifico, è possibile accedere all'intero catalogo del servizio senza dover obbligatoriamente sottoscrivere un abbonamento apposito sul suo sito web.[114][115]

### Con iLMeteo
- Nell'ambito della piattaforma Fluid Content di Sky, dal 21 gennaio 2020 Sky e iLMeteo hanno siglato una partnership televisiva e digitale che prevede lo scambio di dati meteorologici e la disponibilità delle previsioni e degli approfondimenti della media company sul sito web iLMeteo.it.[116]

### Con Play.Works
- Il 27 gennaio 2020 Sky e Play.Works firmano un accordo commerciale, grazie al quale i giochi sviluppati da quest'ultima vengono resi disponibili sulla piattaforma Sky Q in: Regno Unito, Irlanda, Germania, Austria e Italia.[117]

### Con Amazon.com
- Prime Video: il 14 dicembre 2020 Sky e Amazon siglano un accordo pluriennale grazie al quale l'app Amazon Prime Video diventa disponibile su Sky Q e Now TV Smart Stick, mentre l'app Now TV viene resa disponibile sui dispositivi Fire TV di Amazon.[118]

### Con Disney
- Disney+: il 1º aprile 2021 Sky e Disney siglano un accordo pluriennale grazie al quale l'app Disney+ diventa disponibile su Sky Q, Now TV Smart Stick e Now TV Box.[119]

### Con NBCUniversal
- Peacock: il 29 luglio 2021 Sky e NBCUniversal, entrambe proprietà di Comcast, annunciano un accordo grazie al quale verrà lanciato, entro la fine del 2021, il servizio di streaming Peacock su Sky Q e Now TV. L'accesso al servizio è gratuito[120] ed è disponibile su On Demand per i clienti Sky Q, My Sky e Sky Go dal 15 febbraio 2022.[121]

### Con Paramount Global
- Paramount+: il 5 agosto 2021 Sky e ViacomCBS annunciano un accordo pluriennale grazie al quale, nel 2022, verrà lanciato nei mercati in cui opera Sky il servizio di streaming Paramount+ su Sky Q. L'accesso al servizio sarà gratuito per tutti gli abbonati al pacchetto Sky Cinema.[122] Il servizio è attivo dal 23 settembre 2022 per i clienti Sky Glass e Sky Q tramite l'app dedicata, mentre i clienti My Sky possono accedere ad una selezione di contenuti nella sezione Cinema di Sky On Demand oppure attivando gratuitamente l'offerta nell'area Fai da te al servizio completo.[123]

### Con Apple
- Apple TV+: il 28 ottobre 2021 Sky e Apple annunciano un accordo pluriennale, grazie al quale verrà lanciata l'applicazione Apple TV+ su Sky Q.[124] Il lancio è avvenuto il 15 dicembre 2021.[125]

### Con Rai
- RaiPlay: l'11 agosto 2022 Sky e Rai siglano un accordo pluriennale grazie al quale l'app RaiPlay diventa disponibile su Sky Q.[126]

## Numero abbonati
| Anno fiscale      | Numero abbonati |
| ----------------- | --------------- |
| 31 luglio 2003    | 1 900 000       |
| 24 novembre 2004  | 3 000 000       |
| 30 settembre 2006 | 3 830 000       |
| 31 dicembre 2006  | 4 030 000       |
| 31 marzo 2007     | 4 170 000       |
| 30 giugno 2007    | 4 200 000       |
| 30 settembre 2007 | 4 240 000       |
| 31 dicembre 2007  | 4 430 000       |
| 31 marzo 2008     | 4 500 000       |
| 30 giugno 2008    | 4 560 000       |
| 30 settembre 2008 | 4 600 000       |
| 31 dicembre 2008  | 4 700 000       |
| 31 marzo 2009     | 4 800 000       |
| 30 giugno 2009    | 4 800 000       |
| 30 settembre 2009 | 4 800 000       |
| 31 dicembre 2009  | 4 760 000       |
| 31 marzo 2010     | 4 700 000       |
| 30 giugno 2010    | 4 700 000       |
| 30 settembre 2010 | 4 800 000       |
| 31 dicembre 2010  | 4 870 000       |
| 31 marzo 2011     | 4 920 000       |
| 30 giugno 2011    | 4 970 000       |
| 30 settembre 2011 | 5 000 000       |
| 31 dicembre 2011  | 5 030 000       |
| 31 marzo 2012     | 4 940 000       |
| 30 giugno 2012    | 4 900 000       |
| 30 settembre 2012 | 4 860 000       |
| 31 dicembre 2012  | 4 830 000       |
| 31 marzo 2013     | 4 780 000       |
| 30 giugno 2013    | 4 760 000       |
| 30 settembre 2013 | 4 760 000       |
| 31 dicembre 2013  | 4 760 000       |
| 31 marzo 2014     | 4 750 000       |
| 30 giugno 2014    | 4 730 000       |
| 30 settembre 2014 | 4 700 000       |
| 31 dicembre 2014  | 4 734 000       |
| 31 marzo 2015     | 4 746 000       |
| 30 giugno 2015    | 4 725 000       |
| 30 settembre 2015 | 4 688 000       |
| 31 dicembre 2015  | 4 700 000       |
| 31 marzo 2016     | 4 734 000       |
| 30 giugno 2016    | 4 742 000       |
| 30 settembre 2016 | 4 764 000       |
| 31 dicembre 2016  | 4 809 000       |
| 31 marzo 2017     | 4 802 000       |
| 30 giugno 2017    | 4 783 000       |
| 30 settembre 2017 | 4 783 000       |
| 31 dicembre 2017  | 4 768 000       |
| 31 marzo 2018     | 4 766 000       |
| 30 giugno 2018    | 4 823 000       |
| 30 settembre 2018 | 4 855 000       |
| 31 dicembre 2018  | 5 200 000       |
| 30 giugno 2019    | 5 195 000       |
| 30 giugno 2020    | 4 600 000       |
| 30 settembre 2020 | 4 900 000       |
| 31 dicembre 2020  | 4 800 000       |
| 30 giugno 2021    | 5 000 000       |
| 31 dicembre 2021  | 4 400 000       |
| 30 giugno 2022    | 4 200 000       |
| 31 dicembre 2022  | 4 100 000       |
| 30 giugno 2023    | 4 300 000       |
| 31 dicembre 2023  | 4 200 000       |

## Critiche e controversie
- Dopo una lunga serie di polemiche tra Sky e Auditel, nell'aprile 2007 Auditel iniziò a pubblicare gli ascolti dei canali di Sky.
- Nell'aprile del 2008 per protestare contro il mancato faccia a faccia tra Walter Veltroni e Silvio Berlusconi (per il quale la piattaforma inviò gli inviti ai 2 candidati, con il secondo che rifiutò a causa di una certa interpretazione della par condicio), Sky emise un annuncio a pagamento sui maggiori quotidiani mostrando immagini di duelli avvenuti all'estero.[185]
- Nell'agosto del 2008 contro Sky fu richiesto l'intervento dell'Antitrust per pubblicità ingannevole. Tra aprile 2006 e agosto 2007 Sky fu condannata 4 volte dall'Antitrust per lo stesso motivo.[186]
- Nel dicembre 2008 venne confermato l'adeguamento al rialzo dell'IVA sugli abbonamenti dal 10% al 20%, anche in seguito all'interpretazione delle direttive comunitarie che chiese un'imposta uguale per tutte le forme di ricezione televisiva a pagamento. Scattò così una durissima polemica tra la tv satellitare e Berlusconi, accusato di favorire le sue TV.
- Il 20 maggio 2011 Sky annunciò la fine del rapporto con Current TV, penalizzata dai bassi ascolti. La notizia provocò insofferenza in una certa parte dell'opinione pubblica al punto tale che l'entourage di Sky fu costretto a rilasciare posizioni ufficiali sulla questione mai chiarita.
- Il 2 luglio 2011 Sky oscurò il canale Mediaset Plus per inadempienze contrattuali. Lo spegnimento avvenne improvvisamente, senza alcuna comunicazione né da parte di Sky né del gruppo Mediaset. La decisione dell'improvvisa cessazione dell'emissione della rete venne presa unilateralmente da Sky in base a gravi inadempimenti contrattuali da parte di Mediaset, per non aver inserito nel palinsesto dell'emittente alcuni dei programmi di maggior richiamo delle reti generaliste Mediaset.[187] Il gruppo Mediaset accusò Sky di aver oscurato il canale dal satellite[188] e, attraverso un comunicato stampa, fece sapere di aver intrapreso un'azione legale contro quest'ultima per la sospensione improvvisa del canale.[189] Il 7 dicembre 2011 Sky tornò nuovamente a ospitare un canale di proprietà del gruppo Mediaset: TGcom24.[190]
- Il 30 novembre 2011 Sky decise di ritirare la propria domanda di partecipazione al beauty contest: le motivazioni principali date dall'azienda sono la lunghezza dei tempi e di regole discutibili di monopolio, con cattiva produzione degli eventi sportivi che rovinano la reputazione della azienda.[191]

## Trasmissione satellitare
La piattaforma satellitare Sky, per trasmettere i propri canali, utilizza 12 transponder del satellite Eutelsat Hot Bird 13F a 13° Est, di proprietà del gruppo Eutelsat Communications.
Tra giugno e dicembre 2020, sono stati spenti i transponder Sky che operavano ancora in DVB-S con MPEG-2, per il passaggio definitivo al DVB-S/DVB-S2 con MPEG-4/H.264. Per motivi tecnici i transponder 58 e 62 rimarranno in DVB-S.
| Satellite             | Transponder | Frequenza (in MHz) | Polarizzazione | Standard | Modulazione | Symbol rate (baud) | FEC (in bit) | Bitrate (in Mbps) |
| --------------------- | ----------- | ------------------ | -------------- | -------- | ----------- | ------------------ | ------------ | ----------------- |
| Eutelsat Hot Bird 13F | 56          | 11843              | V              | DVB-S2   | 8PSK        | 29900              | 3/4          | 66,6              |
| Eutelsat Hot Bird 13F | 57          | 11862              | H              | DVB-S2   | QPSK        | 29900              | 5/6          | 49,3              |
| Eutelsat Hot Bird 13F | 58          | 11881              | V              | DVB-S    | QPSK        | 27500              | 3/4          | 38,1              |
| Eutelsat Hot Bird 13F | 62          | 11958              | V              | DVB-S    | QPSK        | 27500              | 3/4          | 38,1              |
| Eutelsat Hot Bird 13F | 63          | 11977              | H              | DVB-S2   | 8PSK        | 29900              | 3/4          | 66,6              |
| Eutelsat Hot Bird 13F | 64          | 11996              | V              | DVB-S2   | QPSK        | 29900              | 5/6          | 49,3              |
| Eutelsat Hot Bird 13F | 66          | 12034              | V              | DVB-S2   | 8PSK        | 29900              | 3/4          | 66,6              |
| Eutelsat Hot Bird 13F | 67          | 12054              | H              | DVB-S2   | QPSK        | 29900              | 5/6          | 49,3              |
| Eutelsat Hot Bird 13F | 68          | 12073              | V              | DVB-S2   | 8PSK        | 29900              | 3/4          | 66,6              |
| Eutelsat Hot Bird 13F | 82          | 12341              | V              | DVB-S2   | QPSK        | 29900              | 5/6          | 49,3              |
| Eutelsat Hot Bird 13F | 86          | 12418              | V              | DVB-S2   | 8PSK        | 29900              | 3/4          | 66,6              |
| Eutelsat Hot Bird 13F | 88          | 12466              | V              | DVB-S2   | 8PSK        | 29900              | 3/4          | 66,6              |

## Loghi

31 luglio 2003 - 3 settembre 2006
4 settembre 2006 - 27 giugno 2010
28 giugno 2010 - 24 settembre 2013
2 luglio 2018 - 13 settembre 2020